# Liste des évêques de Cabinda
La liste des évêques de Cabinda recense les noms des évêques qui se sont succédé sur le siège épiscopal de Cabinda depuis la fondation du diocèse de Cabinda (en) (Dioecesis Cabindanus) le 2 juillet 1984 par détachement de l'archidiocèse de Luanda.

## Liste des évêques
- 2 juillet 1984 -11 février 2005 : Paulino Fernandes Madeca
- 11 février 2005-8 décembre 2014[1] : Filomeno do Nascimento Vieira Dias (en)
- depuis le 3 juillet 2018[2] : Belmiro Cuica Chissengueti (en), CSSP

### Sources
- (en) Fiche du diocèse sur catholic-hierarchy.org